# 八穀七
鹿豹座11，又名BD+58 804，HD 32343、SAO 25001、HR 1622，是鹿豹座的一颗恒星，视星等为5.08，位于銀經150.99，銀緯10.8，其B1900.0坐标为赤經4h 57m 26.7s，赤緯+58° 10.8′ 58″。